# Ezerocultuur
De Ezerocultuur (3300 - 2700 v.Chr.), ook: Karanovo VII,  was een archeologische cultuur uit de bronstijd die het grootste deel van het huidige Bulgarije besloeg. Het ontleent zijn naam aan de nederzettingsheuvel van Ezero.
Het volgt de plaatselijke kopertijd-culturen van het gebied (Gumelnița- en Varnacultuur), na een onderbreking van de nederzettingen in Noord-Bulgarije. Het heeft enige relatie met de eerdere Cernavodăcultuur in het noorden. Sommige nederzettingen werden versterkt.
De Ezerocultuur werd geïnterpreteerd als onderdeel van een groter Balkan-Donau-complex van de vroege bronstijd, een horizon die reikte van Troje Id-IIc tot Centraal-Europa,  de Badencultuur van het Karpatenbekken en de Coțofenicultuur van Roemenië omvattend. Volgens Hermann Parzinger zijn er ook typologische verbanden met Poliochne IIa-b en Sitagroi IV.

## Economie
Landbouw is aanwezig, samen met gedomesticeerd vee. Er zijn aanwijzingen voor de druiventeelt.  Metallurgie werd beoefend. 

## Interpretatie
Binnen de context van de Koerganhypothese zou het een samensmelting vertegenwoordigen van inheemse "Oud-Europese" culturen en binnendringende Indo-Europese elementen. Volgens de Anatolische hypothese van Colin Renfrew zou het ook een door Anatolië beïnvloede cultuur kunnen vertegenwoordigen.